# Tokoname
Tokoname (japanska: 常滑市?, Tokoname-shi) är en japansk stad i Aichi prefektur i den centrala delen av ön Honshu. Staden är belägen på Chitahalvön vid Isebukten, söder om Nagoya, och är en del av denna stads storstadsområde. Tokoname fick stadsrättigheter 1954.
Chūbu Centrairs internationella flygplats, den internationella flygplatsen för Nagoyas storstadsområde, ligger på en konstgjord ö i Tokoname.

## Näringsliv
Tokoname är känt som ett av "Nihon Rokkoyo", Japans sex traditionella centra för keramiktillverkning. Ännu idag utgörs omkring hälften av stadens produktion av keramik såväl industriella produkter som hantverk.

## Externa länkar

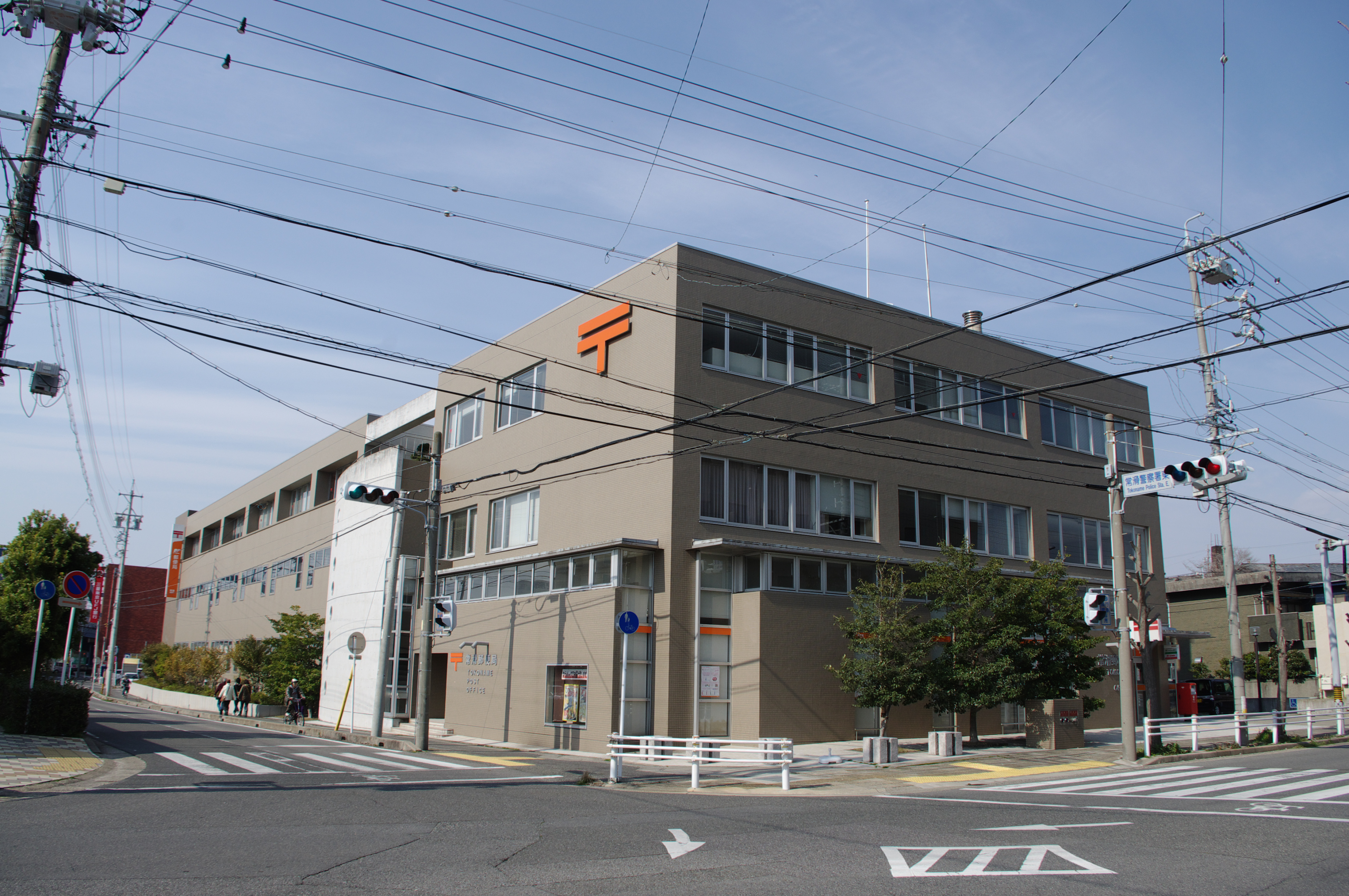
Postkontor